# Turck
Turck GmbH & Co. KG – przedsiębiorstwo produkcyjne działające w dziedzinie automatyki przemysłowej zatrudniające ponad 3200 pracowników w 27 krajach oraz przedstawicieli w kolejnych 60 krajach.

## Organizacja
Grupa Turck składa się z dwóch głównych przedsiębiorstw: Hans Turck GmbH & Co. KG z siedzibą w Mülheim an der Ruhr – zajmującego się marketingiem i sprzedażą – oraz Werner Turck GmbH & Co. KG w Halver – zajmującego się badaniami i rozwojem. Dyrektorami zarządzającymi przedsiębiorstwa Hans Turck GmbH & Co. KG są Ulrich Turck, syn współzałożyciela przedsiębiorstwa Hansa Turcka, oraz Christian Wolf. Przedsiębiorstwo Werner Turck GmbH & Co. KG kierowane jest przez współzałożyciela Wernera Turcka i jego syna Markusa Turcka.
Niemieckimi jednostkami zależnymi są: Turck Mechatec GmbH w Mülheim (produkcja i sprzedaż szaf sterowniczych i produktów łączności), Turck Duotec GmbH w Halver i Beierfeld (opracowywanie i produkcja urządzeń elektronicznych) oraz zakład produkcyjny w Beierfeld w Saksonii. Oprócz trzech lokalizacji w Niemczech, Grupa Turck obejmuje łącznie 24 niezależne podmioty stowarzyszone na całym świecie. Największe spółki to Turck Inc. w Minneapolis w USA, Szwajcarii, Meksyku oraz Turck Tianjin Sensor Co., Ltd. w Chinach.

## Historia przedsiębiorstwa
Na początku lat sześćdziesiątych XX w., bracia Hans i Werner Turck założyli przedsiębiorstwo zaczynając od dwóch pracowników, kapitału zakładowego w wysokości 20 tys. marek niemieckich i idei automatyzacji procesów produkcyjnych poprzez elementy elektroniczne. Nieco później do nowego przedsiębiorstwa dołączył partner Hermann Hermes.
Przedsiębiorstwo Turck rozpoczęło działalność międzynarodową w 1975 roku, kiedy to założona została spółka Turck Inc. w Minneapolis w USA. Od tego czasu przedsiębiorstwo wielokrotnie reagowało elastycznie na zmiany na światowym rynku. W 1989 roku Turck przejął fabrykę przyrządów pomiarowych z siedzibą w Beierfeld w Saksonii, a tym samym spółka weszła na rynki wschodnioeuropejskie. W 1995 roku założono spółkę handlowo-produkcyjną w Tianjin w Chinach, aby zapewnić obecność przedsiębiorstwa na rynku azjatyckim.

## Produkty
Oferta automatyki Turck obejmuje około 15.000 czujników, magistrali, interfejsów i produktów łączności. Oprócz pojedynczych produktów, takich jak czujniki, zdalne wejścia/wyjścia czy kable z szybkozłączem dla producentów maszyn i użytkowników końcowych, Turck oferuje kompleksowe rozwiązania dla bardziej złożonych zastosowań w dziedzinie automatyzacji zakładów i procesów, jak przetwarzanie obrazu, identyfikacja częstotliwości radiowej (RFID) czy systemy kompletacji pick-to-light.

## Nagrody
Za rozwiązania technologiczne swoich czujników, magistral i interfejsów przedsiębiorstwo Turck zostało kilkukrotnie nagrodzone – w Niemczech i za granicą. Wśród nagrodzonych produktów są: modułowy system I/O magistrali BL67 (Produkt Roku 2004, Złota Nagroda amerykańskiego magazynu „Plant Engineering”), czujniki uprox+ factor-1 (Najlepszy Produkt 2005 roku według magazynu A&D) oraz RFID System BL ident (Produkt Roku 2006 według „Control Engineering China” / nagroda dla innowacji przyznawana przez gongkong.com).